# Distretto di Manjakandriana
Il distretto di Manjakandriana è un distretto del Madagascar situato nella regione di Analamanga. Ha per capoluogo la città di Manjakandriana.
La popolazione del distretto è di 193 440 abitanti (censimento 2011).